# 82P/Gehrels
82P/Gehrels 3, komet Enckeove vrste.